# Arlöfs Mekaniska Verkstad & Waggonfabrik
Aktiebolaget Arlöfs Mekaniska Verkstad & Waggonfabrik war eine schwedische Maschinenfabrik in Arlöv.

## Geschichte
In den späten 1890er Jahren gründete der Schwede Ludvig Rössel die Firma Ludvig Rössels Mekaniska Verkstad AB (in Kurzform: Ludvig Rössels Mek. Verkstad), die Schienenfahrzeuge und Straßenbahnen herstellte. Zu Beginn war das Werk in Malmö, aber bereits 1898 wurde der Firmensitz nach Arlöv in Skåne verlegt.
Neben der Bahntechnik versuchte sich Ludvig Rössel im Bau von Automobilen. 1902 zeigte er ein Exemplar auf einer großen Ausstellung in Kopenhagen. Nicht bekannt ist, ob diese Versuche es waren, die die Fabrik im gleichen Jahr in die Insolvenz führten.

## Bahntechnik
Aus dieser insolventen Firma heraus wurde 1902 Aktiebolaget Arlöfs Mekaniska Verkstad & Waggonfabrik gebildet. In den folgenden Jahren konzentrierte sich das Unternehmen wieder auf die Fertigung von Eisenbahnmaterial, insbesondere Güterwagen und Personenwagen. Eine kleine Reihe von neun Dampftriebwagen wurde zwischen 1907 und 1912 für schwedische Privatbahnen in Normalspur- und Schmalspurausführung gebaut. Einer davon fand den Weg nach Dänemark, als Langelandsbanen 1911 den LB M 1 beschaffte. Dieser war dort jedoch nicht erfolgreich und wurde bereits 1914 zu einem Gepäckwagen umgebaut. Einige der wichtigen Teile für die Dampftriebwagen wie Kessel und Antriebsmaschinen wurden von der französischen Firma Purrey in Bordeaux entworfen und gefertigt.
Die Maschinenfabrik fertigte zu Beginn der 1900er Jahre Eisenbahnwaggons verschiedener Typen. Teilweise wurden bis 1918 rund 1300 neue Fahrzeuge pro Jahr gebaut. Eine Reihe von dänischen Privatbahnen wurde von Arlöv mit Wagen beliefert. Dies gilt für die Thisted–Fjerritslev Jernbane (TFJ), die 1908 mehrere Wagen erhielt, sowie die Silkeborg–Kjellerup–Rødkærsbro Jernbane (SKRJ), die 1913 eine Reihe von geschlossenen Güterwagen von der schwedischen Fabrik bekam.
Einige der Arlöv-Wagen sind noch erhalten, darunter der Personenwagen der Museumsbahn Nordsjællands Veterantog OKMJ C 9 von 1911, der für Kertemindebanen gebaut wurde. Auch OMB B 5 des Dansk Jernbane-Klub, der 1911 an Bogensebanen geliefert wurde, ist auf Lolland erhalten. Neben Dänemark war Belgien einer der wichtigsten ausländischen Absatzmärkte.

## Kraftfahrzeuge
Das Unternehmen stellte nur 1901 oder zwischen 1901 und 1902 Automobile her. Der Markenname lautete Arlöv. Das Unternehmen fertigte Automobile und bezog dazu die benötigten Teile von Peugeot. Außerdem wurde 1902 auf einer Ausstellung ein Lastkraftwagen präsentiert.

## Übernahme
Aktiebolaget Arlöfs Mekaniska Verkstad & Waggonfabrik wurde 1918 von der 1907 gegründeten schwedischen Firma AB Svenska Järnvägsverkstäderna in Linköping erworben. Die Fabrik in Arlöv blieb bestehen und fertigte bis 1965 Eisenbahnwagen.